# 秬黍
秬(注音:ㄐㄩˋ,拼音:jù )黍，又称黑黍、秠，是黍的一种。中国古代的度量衡以产于羊头山附近（今山西省长治市）所产的，中等大小的秬黍的种子为基准单位。唐代规定“凡权衡度量之制：度，以北方秬黍中者一黍之广为分，十分为寸，十寸为尺，十尺为丈。量，以秬黍中者容一千二百为龠，二龠为合，十合为升，十升为斗；三升为大升，三斗为大斗，十大斗为斛。权衡：以秬黍中者百黍之重为铢，二十四铢为两，三两为大两，十六两为斤。”